# Edward W. Pou

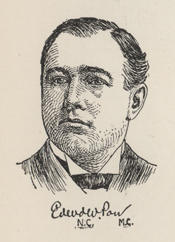
Edward W. Pou

Edward William Pou (* 9. September 1863 in Tuskegee, Alabama; † 1. April 1934 in Washington, D.C.) war ein US-amerikanischer Politiker. Zwischen 1901 und 1934 vertrat er den Bundesstaat North Carolina im US-Repräsentantenhaus.

## Werdegang
Edward Pou war ein Cousin von James P. Buchanan (1867–1937), der zwischen 1913 und 1937 für den Staat Texas im Kongress saß. Im Jahr 1867 kam Pou mit seinen Eltern nach Smithfield in North Carolina. In seiner neuen Heimat besuchte er sowohl öffentliche als auch private Schulen. Danach studierte er an der University of North Carolina in Chapel Hill. Nach einem anschließenden Jurastudium und seiner 1885 erfolgten Zulassung als Rechtsanwalt begann er in Smithfield in diesem Beruf zu arbeiten. Politisch war Pou Mitglied der Demokratischen Partei. Im Jahr 1886 leitete er die regionale Parteiorganisation im Johnston County. Von 1890 bis 1901 war Pou Staatsanwalt im vierten Gerichtsbezirk von North Carolina. Im Jahr 1896 kandidierte er noch erfolglos für den Kongress.
Bei den Kongresswahlen des Jahres 1900 wurde Pou dann im vierten Wahlbezirk seines Staates in das US-Repräsentantenhaus in Washington, D.C. gewählt, wo er am 4. März 1901 die Nachfolge von John Wilbur Atwater antrat. Nach 16 Wiederwahlen konnte er bis zu seinem Tod am 1. April 1934 im Kongress verbleiben. Zwischen 1911 und 1917 war er Vorsitzender des Committee on Claims. Außerdem leitete er mehrfach den Geschäftsordnungsausschuss. In Pous Zeit als Kongressabgeordneter fielen unter anderem der Erste Weltkrieg und die Weltwirtschaftskrise. Zwischen 1913 und 1933 wurden der 16., der 17., der 18., der 19., der 20. und der 21. Verfassungszusatz ratifiziert.